# Calymniodes conchylis
Calymniodes conchylis là một loài bướm đêm trong họ Noctuidae.